# Southern Cross Ten
 (mars 2020).
Si vous disposez d'ouvrages ou d'articles de référence ou si vous connaissez des sites web de qualité traitant du thème abordé ici, merci de compléter l'article en donnant les références utiles à sa vérifiabilité et en les liant à la section « Notes et références ».

Southern Cross Ten est une société privée de télévision australienne propriété du groupe Southern Cross Media ayant un réseau diffusant au Queensland, en Nouvelle-Galles du Sud, sur le Territoire de la capitale australienne, au Victoria et en Australie-Méridionale.